# Sanatórnaia
Sanatórnaia (en rus: Санаторная) és un poble de l'óblast de Kurgan, a Rússia, que en el cens del 2010 tenia 334 habitants. Pertany al districte de Ketovo.